# Lluís Vila i Casañas
Lluís Vila i Casañas (Sabadell, 1959) és un músic, director de cor i d'orquestra català, director de la Coral Sant Jordi. És germà de Josep Vila, director de l'Orfeó Català.
Quan tenia 10 anys va entrar a l'Escolania de Montserrat, on va iniciar estudis de piano, violí i cant, i hi va destacar com a solista. Posteriorment també estudià al Conservatori de Barcelona i al de Sabadell. Ben aviat va entrar en contacte amb el món de la direcció amb la Coral Belles Arts de Sabadell. Més tard, i durant quatre anys, va ser director del Coro Príncipe de Asturias d'Oviedo. Durant aquesta etapa, va tenir els primers contactes amb la direcció d'orquestra professional, dirigint, entre d'altres, l'Orquesta Sinfónica de Asturias, l'Orquesta de la Universidad de Oviedo i la Youth Symphonic of Wales.
L'any 1989 es va traslladar a Viena a estudiar a l'Escola Superior de Música d'aquesta ciutat, amb Leopold Hager. Cinc anys més tard, becat per diferents institucions espanyoles i austríaques, es va llicenciar en direcció d'orquestra i de cor a la Universitat de Música de Viena. Durant aquests anys, va ser membre del cor vienès Arnold Schönberg, amb el qual va participar en diferents produccions i gravacions per a l'Òpera de Viena amb Claudio Abbado i va realitzar nombrosos concerts i enregistraments amb Nicolaus Harnoncourt i el Concentus Musicus. L'atractiu de Viena el va retenir allí cinc anys més, durant els quals va ser director de la Mariahilf de Viena i va dirigir altres formacions austríaques com l'Orquestra Tonkunst, la Vienna Waltzer Orchestra, l'Òpera de Cambra de Viena, el Concentus Vocalis, el Wiener Singakademie, el Motetten Chor, etc., i va actuar a les prestigioses sales vieneses Musikverein, Konzert Haus, Theater Odeon i al Festival Internacional de Krems.
El 1999, al cap de deu anys de viure en estret contacte amb el món musical vienès, Lluís Vila va tornar a Catalunya, on va dirigir diverses orquestres, cors i orfeons com l'Orquestra Simfònica del Vallès, l'Orquestra Simfònica de l'Empordà, l'Orquestra Barroca Catalana, el Coro Nacional de España, l'Orquestra de la Ràdio Búlgara, l'Orquestra de Cambra de Cervera, el Coro de la Comunidad de Madrid, el Cor Lieder Camera, l'Orfeó Universitari de València, etc. Durant tres anys va ser director assistent del Cor del Gran Teatre del Liceu. Col·laborà amb la Revista Musical Catalana i l'Österreichische Musik Zeitschrift, entre altres publicacions especialitzades en música i orquestració.
Actualment, és el director de la Coral Sant Jordi des de l'any 2000, del Cor Contrapunto Vocale i de l'Orquestra Clàssica de Castellbisbal i professor de direcció coral a l'Escola Superior de Música de Catalunya (ESMUC). L'any 2004 va participar en el Cicle de Concerts d'Hivern a Vilafranca del Penedès, per recaptar fons per a diverses associacions benèfiques.